# 사공일
사공일(司空壹, 1940년 1월 10일 ~ )은 대한민국의 경제학자, 교육자이다.

## 학력
- 서울대학교

## 경력
- 1970 ~ 1971 : 영국 쉐필드 (Sheffield) 대학교 초빙 교수
- 1969 ~ 1973 : 미국 뉴욕대학교 교수
- 1973 ~ 1982 : KDI 재정금융실장
- 1980 : 경제과학심의회 자문관
- 1981 ~ 1982 : 부총리 겸 경제기획원장관 자문관
- 1982.02 ~ 1983.01 : KDI 부원장
- 1983.01 ~ 1983.10 : 산업연구원 원장
- 1983.10 ~ 1987.05 : 대통령실 경제수석비서관
- 1987.05 ~ 1988.12 : 재무부 장관
- 1989 ~ 1992 : IMF 특별고문
- 1993.01 ~ 2007 : 세계경제연구원 이사장
- 1998.04 ~ 2000.10 : ASEM비전그룹(AEVG)의장
- 2000.09 ~ 2002.08 : 대외경제통상대사
- 2001.04 ~ 2002.03 : 대통령 국민경제자문회의 위원
- 2003.06 ~ 2004.07 : 대통령 국민경제원로자문회의 위원
- 2003.09 ~ 2007.08 : 고려대학교 석좌교수
- 2003.09 ~ 2008.02 : 대통령직속 국가경쟁력강화위원장
- 2008.03 ~ 2009.04 : 대통령실 경제특별보좌관
- 2009.11 ~ 2011.05 : 대통령직속 G20 정상회의준비위원장
- 2009.02 ~ 2009.11 : 대통령직속 G20 정상회의 기획조정위원회 위원장
- ~ 2011 : 국가경쟁력강화위원회 위원장
- 2009.02 ~ 2012.02 : 제27대 한국무역협회 회장
- 2012 ~ 2018.12 : 세계경제연구원 이사장
- 2014.04 ~ 2017.12 : 중앙일보 고문
- 2019.01 ~ : 세계경제연구원 명예이사장
- 한국기원 고문